# Elfsborgs Läns Tidning
Elfsborgs Läns Tidning var en dagstidning utgiven i Alingsås som startades 1892 och gavs ut till 1982. Tidningens fullständiga titel var Elfsborgs Läns Tidning / Allmänt Nyhets- och annonsblad. Från 1947 var namnet enbart Elfsborgs Läns Tidning.

## Historia
Tidningen tryckte provnummer den 10 oktober 1892. Utgivningsperiod för tidningen var 7 oktober 1892–6 mars 1982, men fakta har bara inhämtats till 30 december 1978 av Kungliga bibliotekets Nya Lundstedt. Tidningen blev edition till Alingsås tidning men hade dessförinnan egna editioner. Dalslandsupplagan kom ut 1948–1954 och Göta Älvdalsnyheterna kom ut 1972 till 1978. Tidningens redaktion och tryckort var hela tiden Alingsås. Tidningen betecknade sig som frisinnad liberal. Prisutvecklingen kan illustreras med: 1893 1,20 kr, 1922 5 kr, 1948 10 kr, 1960 27 kr, 1970 60 kr, 1978 160 kr. Utgivningsfrekvens var: 1892–1894 en dag i veckan fredagar, 1895–1923 två dagar i veckan tisdagar och fredagar. 1923–1929 tre dagar i veckan måndag, onsdag och fredag. 1929 till 1978 tre dagar i veckan tisdag, torsdag och lördag. Tidningen var 1979–1982 edition till Alingsås Tidning,

## Tryckning
Tidningen trycktes i svart till 1944 då ytterligare en färg blev möjlig. Förlagsnamnet 1892–1926 var William Michelsen, och 1926–1978 A. B. William Michelsens boktryckeri i Alingsås. Det var det företag som tryckte tidningen. Sidantalet var inledningsvis 4 sidor fram till 1950 max 12 och i slutet av tidningen 20 sidor. Upplagan var 7000-11000 med störst upplaga 11000 1905, och ett nytt maximum på 10000 1937. I slutet var upplagan 7000 ex. Typsnitt Antikva.
| Startdatum        | Slutdatum      | Ansvarig utgivare                 |
| ----------------- | -------------- | --------------------------------- |
| 13 september 1892 | 7 oktober 1904 | Carl Johan Bergstrand             |
| 8 oktober 1904    | 6 januari 1929 | Johan William Hansenius Michelsen |
| 7 januari 1929    | 29 juli 1929   | Albert Christian Michelsen        |
| 30 juli 1929      | 22 maj 1966    | Otto William Michelsen            |
| 23 maj 1966       | 26 mars 1982   | Bengt William Michelsen           |

| Startdatum        | Slutdatum        | Redaktör         |
| ----------------- | ---------------- | ---------------- |
| 7 oktober 1892    | 28 juli 1929     | Albert Michelsen |
| 29 juli 1929      | 29 juli 1929     | Ingen uppgift    |
| 30 september 1929 | 22 november 1946 | Sven Ahlberg     |
| 23 november 1946  | 1 september 1965 | Sven Lantz       |
| 2 september 1965  | 7 november 1966  | Sven Wijk        |
| 8 november 1966   | 30 december 1978 | Bengt Michelsen  |